# Wallacea

Wallacea

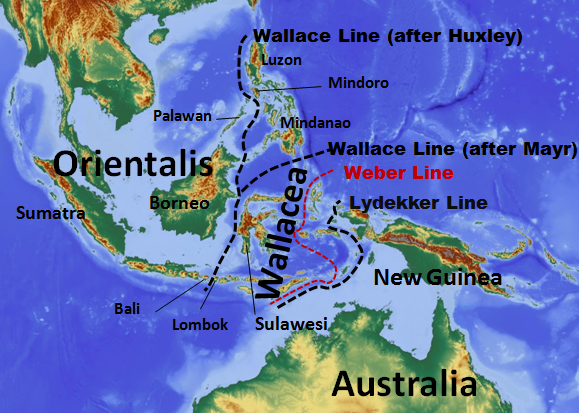
Wallacea tussen de Wallacelijn en de Lydekkerlijn. Zie ook de Weberlijn en de Wallacelijn volgens Huxley en volgens Mayr.

Wallacea is een in de biogeografie beschreven gebied, bestaande uit een aantal Indonesische eilanden die van zowel het Aziatische als het Australische continentaal plat zijn afgescheiden door diepe zeestraten. De eilanden liggen tussen Bali en Borneo aan de westelijke kant, de Filipijnen aan de noordelijke kant, en Nieuw-Guinea en Australië aan de oostelijke en zuidelijke kant.
Wallacea geldt als overgangsgebied tussen de Oriëntaalse en Australaziatische ecozones. Het gebied is vernoemd naar Alfred Russel Wallace, die ook naamgever is van de Wallacelijn die de noordwestelijke grens aangeeft van Wallacea. De grens aan de oost- en zuidkant, die tevens de grens vormt tussen de Australische Plaat en de Euraziatische Plaat, wordt de Lydekkerlijn genoemd, vernoemd naar de Engelse natuurvorser en geoloog Richard Lydekker.
Daar tussenin (aangegeven in blauw) is er ook de lijn van Weber die is bedacht door de zoöloog Max Wilhelm Carl Weber.